# Sinfonía n.º 1 (Arnold)
La Sinfonía n.º 1, Opus 22 de Malcolm Arnold fue compuesta en 1949 y estrenada en 1951 en el Cheltenham Festival por la Orquesta Hallé dirigida por el propio compositor. 

## Movimientos
- Allegro
- Andantino
- Vivace con fuoco

## Descripción
La Sinfonía n.º 1 es una obra experimental en la que el autor muestra muchos de los elementos estilísticos que aplicará en sus siguientes composiciones, así como su propio concepto de sinfonía. 
 La obra, en tres movimientos, comienza de forma acumulativa con los violines, que dibujan una melodía oscura en tiempo de marcha. El movimiento continúa languideciendo, disminuyendo en intensidad los distintos instrumentos hasta alcanzar un nuevo momento sonoro máximo poco antes del final, con un relevante papel de las trompetas. 
El segundo movimiento comienza con un piano (suave), con una atmósfera misteriosa determinada por los violines, que pasan la voz a diferentes instrumentos de la orquesta. Cabe destacar la enorme importancia que para Arnold van a tener los instrumentos de viento, otorgándoles un protagonismo en ocasiones superior al de los violines y el resto de la cuerda. El tercer y último movimiento mantiene un ritmo nervioso y una tensión constantes, que conducen la melodía a un punto de clímax tras el cual se da paso a una cómica marcha circense en accelerando. Tras un momento de suspense, se da paso al final de la obra, en una bonita melodía dibujada por los violines.